# Ломонако, Кевин
Кевин Хоэль Ломонако (исп. Kevin Joel Lomónaco; родился 8 января 2002, Ла-Плата, Аргентина) — аргентинский футболист, защитник клуба «Ред Булл Брагантино».

## Клубная карьера
Ломонако — воспитанник клуба «Ланус». 13 декабря 2020 года в матче против «Альдосиви» он дебютировал в аргентинской Примере. В 2021 году для получения игровой практики Ломонако был арендован клубом «Платенсе». 25 сентября в матче против «Эстудиантеса» он дебютировал за новую команду. 8 октября 2021 года в поединке против «Унион Санта-Фе» Кевин забил свой первый гол за «Платенсе». 

## Международная карьера
В 2019 года Кевин в составе юношеской сборной Аргентины победил в юношеском чемпионате Южной Америки в Перу. На турнире он сыграл в матчах против команд Перу, Эквадора, Чили, а также дважды против Уругвая и Парагвая. В том же году Кевин принял участие в юношеском чемпионате мира в Бразилии. На турнире но сыграл в матче против команд Испании, Камеруна, Таджикистана и Парагвая. 

## Достижения
Международные
 Аргентина (до 17)
- Победитель юношеского чемпионата Южной Америки — 2019